# 墨西拿
墨西拿（義大利語：Messina）是意大利西西里岛上第三大的城市，也是墨西拿廣域市的首府。墨西拿在西西里岛的东北角，正對墨西拿海峡。
墨西拿为古代來自希腊麥西尼亞的殖民者于公元前8世记时為了逃避當時征服麥西尼亞的斯巴達人統治而建立，古称梅萨纳（Messana），又译梅西那或麦散那，距今有二千八百多年历史。1908年12月28日的大地震和海嘯將墨西拿夷為平地，大约100,000到200,000人丧生。二战时又遭炸毁。但经半个世纪的重建，墨西拿现在人口已达二十七万。
墨西拿主教座堂建于十二世纪，有钟楼和古天文钟。

## 交通

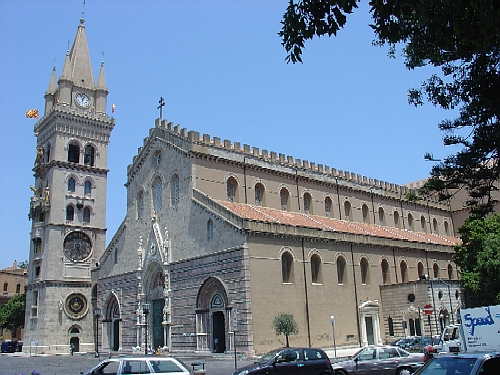
墨西拿主教座堂

墨西拿有渡轮来往西西里岛和雷焦卡拉布里亚，也有良好的深水港，可供地中海邮轮停泊。墨西拿有公路通往陶尔米纳和埃特纳火山等旅游胜地。